# Чемпіонат світу з футболу 2026 (кваліфікаційний раунд, КОНМЕБОЛ)
Південноамериканська секція кваліфікації Чемпіонату світу з футболу 2026 — кваліфікаційний турнір до Чемпіонату світу ФІФА 2026, для національних збірних, які входять до Південноамериканської футбольної конфедерації (КОНМЕБОЛ). КОНМЕБОЛ має 6 путівок до фінального турніру (6 прямих путівок та 1 путівка до міжконтинентальних плей-оф).
Кваліфікаційний раунд почався 7 вересня 2023.
КОНМЕБОЛ першою поміж всіх конфедерацій розпочала свій кваліфікаційний відбір на чемпіонат світу з футболу 2026 року, матч Парагвай – Перу став першою грою кваліфікаційного раунду.

## Формат
22 серпня 2022 року КОНМЕБОЛ надіслала запит до ФІФА з проханням зберегти поточний формат кваліфікації, який використовували з кваліфікації чемпіонату світу 1998 року в Південній Америці. Цей формат було підтверджено: перші ігри відбіркового турніру орієнтовно відбудуться в березні або червні 2023 року.
27 лютого 2023 року президент КОНМЕБОЛ Алехандро Домінгес оголосив, що відбіркові змагання розпочнуться у вересні 2023 року, що було ратифіковано Радою КОНМЕБОЛ напередодні 73-го Конгресу ФІФА, який відбувся 16 березня в Кігалі, Руанда.
10 команд зіграють одна з одною у єдиній групі (лізі) вдома та на виїзді за круговою системою.
Збірна Еквадору позбавлена 3 очок за підробку документів про народження Байрона Кастільйо в попередньому кваліфікаційному циклі чемпіонату світу.

## Учасники
Усі 10 країн-членів КОНМЕБОЛ беруть участь у кваліфікації. Позиція команд визначає розклад матчів та визначалася жеребкуванням.
| Команда   | Рейтинг ФІФА за липепь 2023 |
| --------- | --------------------------- |
| Аргентина | 1                           |
| Бразилія  | 3                           |
| Уругвай   | 16                          |
| Колумбія  | 17                          |
| Перу      | 21                          |
| Чилі      | 32                          |
| Еквадор   | 40                          |
| Парагвай  | 49                          |
| Венесуела | 57                          |
| Болівія   | 83                          |

## Турнірна таблиця
| Поз | Команда   | І  | В  | Н | П  | ГЗ | ГП | РГ  | О  | Кваліфікація               |     | Аргентина | Еквадор | Бразилія | Уругвай | Парагвай | Колумбія | Венесуела | Болівія | Перу | Чилі |
| --- | --------- | -- | -- | - | -- | -- | -- | --- | -- | -------------------------- | --- | --------- | ------- | -------- | ------- | -------- | -------- | --------- | ------- | ---- | ---- |
| 1   | Аргентина | 16 | 11 | 2 | 3  | 28 | 9  | +19 | 35 | Чемпіонат світу 2026       |     | —         | 1–0     | 4–1      | 0–2     | 1–0      | 1–1      |           | 6–0     | 1–0  | 3–0  |
| 2   | Еквадор   | 16 | 7  | 7 | 2  | 13 | 5  | +8  | 25 | Чемпіонат світу 2026       |     |           | —       | 0–0      | 2–1     | 0–0      | 0–0      | 2–1       | 4–0     | 1–0  | 1–0  |
| 3   | Бразилія  | 16 | 7  | 4 | 5  | 21 | 16 | +5  | 25 | Чемпіонат світу 2026       |     | 0–1       | 1–0     | —        | 1–1     | 1–0      | 2–1      | 1–1       | 5–1     | 4–0  |      |
| 4   | Уругвай   | 16 | 6  | 6 | 4  | 19 | 12 | +7  | 24 | Чемпіонат світу 2026       |     | 0–1       | 0–0     | 2–0      | —       | 0–0      | 3–2      | 2–0       | 3–0     |      | 3–1  |
| 5   | Парагвай  | 16 | 6  | 6 | 4  | 13 | 10 | +3  | 24 | Чемпіонат світу 2026       |     | 2–1       |         | 1–0      | 2–0     | —        | 0–1      | 2–1       | 1–0     | 0–0  | 1–0  |
| 6   | Колумбія  | 16 | 5  | 7 | 4  | 19 | 15 | +4  | 22 | Чемпіонат світу 2026       |     | 2–1       | 0–1     | 2–1      | 2–2     | 2–2      | —        | 1–0       |         | 0–0  | 4–0  |
| 7   | Венесуела | 16 | 4  | 6 | 6  | 15 | 19 | −4  | 18 | Міжконтинентальний плей-оф |     | 1–1       | 0–0     | 1–1      | 0–0     | 1–0      |          | —         | 2–0     | 1–0  | 3–0  |
| 8   | Болівія   | 16 | 5  | 2 | 9  | 16 | 32 | −16 | 17 |                            |     | 0–3       | 1–2     |          | 0–0     | 2–2      | 1–0      | 4–0       | —       | 2–0  | 2–0  |
| 9   | Перу      | 16 | 2  | 6 | 8  | 6  | 17 | −11 | 12 |                            | 0–2 | 0–0       | 0–1     | 1–0      |         | 1–1      | 1–1      | 3–1       | —       | 0–0  |      |
| 10  | Чилі      | 16 | 2  | 4 | 10 | 9  | 24 | −15 | 10 |                            | 0–1 | 0–0       | 1–2     |          | 0–0     | 0–0      | 4–2      | 1–2       | 2–0     | —    |      |

1. ↑  Збірна Еквадору позбавлена 3 очок за підробку документів про народження Байрона Кастільйо в попередньому кваліфікаційному циклі чемпіонату світу.[18]

## Матчі

### 1 тур
| 7 вересня 2023 18:30 (UTC−4) |

| Парагвай | 0–0           | Перу |
| -------- | ------------- | ---- |
|          | FIFA CONMEBOL |      |

| Антоніо Аранда, Сьюдад-дель-Есте Глядачів: 16 211 Арбітр: Андрес Матонте (Уругвай) |

| 7 вересня 2023 18:00 (UTC−5) |

| Колумбія  | 1–0           | Венесуела |
| --------- | ------------- | --------- |
| Борре 46' | FIFA CONMEBOL |           |

| Стадіон імені Роберто Мелендеса, Барранкілья Глядачів: 43 084 Арбітр: Андерсон Даронко (Бразилія) |

| 7 вересня 2023 21:00 (UTC−3) |

| Аргентина | 1–0           | Еквадор |
| --------- | ------------- | ------- |
| Мессі 78' | FIFA CONMEBOL |         |

| Монументаль, Буенос-Айрес Глядачів: 84 500 Арбітр: Вільмар Ролдан (Колумбія) |

| 8 вересня 2023 20:00 (UTC−3) |

| Уругвай                             | 3–1           | Чилі       |
| ----------------------------------- | ------------- | ---------- |
| де ла Крус 38', 71' Вальверде 45+2' | FIFA CONMEBOL | Відаль 74' |

| Естадіо Сентенаріо, Монтевідео Глядачів: 49 713 Арбітр: Даріо Еррера (Аргентина) |

| 8 вересня 2023 21:45 (UTC−3) |

| Бразилія                                       | 5–1           | Болівія    |
| ---------------------------------------------- | ------------- | ---------- |
| Родріго 24', 53' Рафінья 47' Неймар 61', 90+3' | FIFA CONMEBOL | Абрего 78' |

| Олімпійський стадіон Пара, Белен Глядачів: 48 183 Арбітр: Хуан Габріель Бенітес (Парагвай) |

### 2 тур
| 12 вересня 2023 16:00 (UTC−4) |

| Болівія | 0–3           | Аргентина                                |
| ------- | ------------- | ---------------------------------------- |
|         | FIFA CONMEBOL | Фернандес 31' Тальяфіко 42' Гонсалес 83' |

| Стадіон ім. Ернандо Сілеса, Ла-Пас Глядачів: 38 000 Арбітр: Естебан Остоїч (Уругвай) |

| 12 вересня 2023 16:00 (UTC−5) |

| Еквадор           | 2–1           | Уругвай      |
| ----------------- | ------------- | ------------ |
| Торрес 45+5', 61' | FIFA CONMEBOL | Каноббіо 38' |

| Родріго Пас Дельгадо, Кіто Глядачів: 35 613 Арбітр: Вілтон Сампайо (Бразилія) |

| 12 вересня 2023 18:00 (UTC−4) |

| Венесуела           | 1–0           | Парагвай |
| ------------------- | ------------- | -------- |
| Рондон 90+3' (пен.) | FIFA CONMEBOL |          |

| Монументаль де Матурін, Матурін Глядачів: 48 523 Арбітр: Андрес Рохас (Колумбія) |

| 12 вересня 2023 21:30 (UTC−3) |

| Чилі | 0–0           | Колумбія |
| ---- | ------------- | -------- |
|      | FIFA CONMEBOL |          |

| Монументаль Давід Арельяно, Сантьяго Глядачів: 22 153 Арбітр: Хесус Валенсуела (Венесуела) |

| 12 вересня 2023 21:00 (UTC−5) |

| Перу | 0–1           | Бразилія       |
| ---- | ------------- | -------------- |
|      | FIFA CONMEBOL | Маркіньйос 90' |

| Національний, Ліма Глядачів: 36 328 Арбітр: Фернандо Рапалліні (Аргентина) |

### 3 тур
| 12 жовтня 2023 16:00 (UTC−4) |

| Болівія      | 1–2           | Еквадор                 |
| ------------ | ------------- | ----------------------- |
| Рамальйо 83' | FIFA CONMEBOL | Паес 45' Родрігес 90+6' |

| Стадіон ім. Ернандо Сілеса, Ла-Пас Глядачів: 34 200 Арбітр: Крістіан Гарай (Чилі) |

| 12 жовтня 2023 15:30 (UTC−5) |

| Колумбія               | 2–2           | Уругвай                         |
| ---------------------- | ------------- | ------------------------------- |
| Родрігес 35' Урібе 52' | FIFA CONMEBOL | Олівера 47' Нуньєс 90+1' (пен.) |

| Стадіон імені Роберто Мелендеса, Барранкілья Глядачів: 43 915 Арбітр: П'єро Маса (Чилі) |

| 12 жовтня 2023 21:00 (UTC−3) |

| Аргентина   | 1–0           | Парагвай |
| ----------- | ------------- | -------- |
| Отаменді 3' | FIFA CONMEBOL |          |

| Монументаль, Буенос-Айрес Глядачів: 80 000 Арбітр: Рафаель Клаус (Бразилія) |

| 12 жовтня 2023 21:00 (UTC−3) |

| Чилі                     | 2–0           | Перу |
| ------------------------ | ------------- | ---- |
| Вальдес 74' Нуньєс 90+1' | FIFA CONMEBOL |      |

| Монументаль Давід Арельяно, Сантьяго Глядачів: 36 847 Арбітр: Вільмар Ролдан (Колумбія) |

| 12 жовтня 2023 20:30 (UTC−4) |

| Бразилія    | 1–1           | Венесуела |
| ----------- | ------------- | --------- |
| Габріел 50' | FIFA CONMEBOL | Бельо 85' |

| Арена Пантанал, Куяба Глядачів: 39 018 Арбітр: Кевін Ортега (Перу) |

### 4 тур
| 17 жовтня 2023 17:00 (UTC−4) |

| Венесуела                           | 3–0           | Чилі |
| ----------------------------------- | ------------- | ---- |
| Сотельдо 45+1' Рондон 72' Мачіс 79' | FIFA CONMEBOL |      |

| Монументаль де Матурін, Матурін Глядачів: 48 076 Арбітр: Флавіу де Соуза (Бразилія) |

| 17 жовтня 2023 19:30 (UTC−3) |

| Парагвай     | 1–0           | Болівія |
| ------------ | ------------- | ------- |
| Санабрія 69' | FIFA CONMEBOL |         |

| Дефенсорес дель Чако, Асунсьйон Глядачів: 30 681 Арбітр: Густаво Техера (Уругвай) |

| 17 жовтня 2023 18:30 (UTC−5) |

| Еквадор | 0–0           | Колумбія |
| ------- | ------------- | -------- |
|         | FIFA CONMEBOL |          |

| Родріго Пас Дельгадо, Кіто Глядачів: 38 702 Арбітр: Факундо Тельйо (Аргентина) |

| 17 жовтня 2023 21:00 (UTC−3) |

| Уругвай                   | 2–0           | Бразилія |
| ------------------------- | ------------- | -------- |
| Нуньєс 42' де ла Крус 77' | FIFA CONMEBOL |          |

| Естадіо Сентенаріо, Монтевідео Глядачів: 52 477 Арбітр: Алексіс Еррера (Венесуела) |

| 17 жовтня 2023 21:00 (UTC−5) |

| Перу | 0–2           | Аргентина      |
| ---- | ------------- | -------------- |
|      | FIFA CONMEBOL | Мессі 32', 42' |

| Національний, Ліма Глядачів: 37 675 Арбітр: Хесус Валенсуела (Венесуела) |

### 5 тур
| 16 листопада 2023 16:00 (UTC−4) |

| Болівія                 | 2–0           | Перу |
| ----------------------- | ------------- | ---- |
| Г. Вака 20' Р. Вака 87' | FIFA CONMEBOL |      |

| Стадіон ім. Ернандо Сілеса, Ла-Пас Глядачів: 28 000 Арбітр: Гільєрмо Герреро (Еквадор) |

| 16 листопада 2023 18:00 (UTC−4) |

| Венесуела | 0–0           | Еквадор |
| --------- | ------------- | ------- |
|           | FIFA CONMEBOL |         |

| Монументаль де Матурін, Матурін Глядачів: 51 083 Арбітр: Хуан Габріель Бенітес (Парагвай) |

| 16 листопада 2023 19:00 (UTC−5) |

| Колумбія      | 2–1           | Бразилія      |
| ------------- | ------------- | ------------- |
| Діас 75', 79' | FIFA CONMEBOL | Мартінеллі 4' |

| Стадіон імені Роберто Мелендеса, Барранкілья Глядачів: 44 604 Арбітр: Андрес Матонте (Уругвай) |

| 16 листопада 2023 21:00 (UTC−3) |

| Аргентина | 0–2           | Уругвай                  |
| --------- | ------------- | ------------------------ |
|           | FIFA CONMEBOL | Р. Араухо 41' Нуньєс 87' |

| Бомбонера, Буенос-Айрес Глядачів: 51 900 Арбітр: Вільмар Ролдан (Колумбія) |

| 16 листопада 2023 21:30 (UTC−3) |

| Чилі | 0–0           | Парагвай |
| ---- | ------------- | -------- |
|      | FIFA CONMEBOL |          |

| Монументаль Давід Арельяно, Сантьяго Глядачів: 30 076 Арбітр: Фернандо Рапалліні (Аргентина) |

### 6 тур
| 21 листопада 2023 20:00 (UTC−3) |

| Парагвай | 0–1  | Колумбія         |
| -------- | ---- | ---------------- |
|          | FIFA | Борре 11' (пен.) |

| Дефенсорес дель Чако, Асунсьйон Глядачів: 25 190 Арбітр: Хесус Валенсуела (Венесуела) |

| 21 листопада 2023 20:30 (UTC−3) |

| Уругвай                          | 3–0  | Болівія |
| -------------------------------- | ---- | ------- |
| Нуньєс 15', 71' Віяміль 39' (аг) | FIFA |         |

| Естадіо Сентенаріо, Монтевідео Глядачів: 46 100 Арбітр: Кевін Ортега (Перу) |

| 21 листопада 2023 18:30 (UTC−5) |

| Еквадор  | 1–0  | Чилі |
| -------- | ---- | ---- |
| Мена 21' | FIFA |      |

| Родріго Пас Дельгадо, Кіто Глядачів: 36 873 Арбітр: Андерсон Даронко (Бразилія) |

| 21 листопада 2023 21:30 (UTC−3) |

| Бразилія | 0–1  | Аргентина    |
| -------- | ---- | ------------ |
|          | FIFA | Отаменді 63' |

| Маракана, Ріо-де-Жанейро Глядачів: 68 138 Арбітр: П'єро Маса (Чилі) |

| 21 листопада 2023 21:00 (UTC−5) |

| Перу      | 1–1  | Венесуела    |
| --------- | ---- | ------------ |
| Йотун 17' | FIFA | Саваріно 54' |

| Національний, Ліма Глядачів: 27 323 Арбітр: Даріо Еррера (Аргентина) |

### 7 тур
| 5 вересня 2024 16:00 (UTC−4) |

| Болівія                                                        | 4–0           | Венесуела |
| -------------------------------------------------------------- | ------------- | --------- |
| Р. Вака 13' Альгараньяс 45+5' (пен.) Терсерос 46' Монтейро 89' | FIFA CONMEBOL |           |

| Муніципальний стадіон, Альту-Пата Глядачів: 20 500 Арбітр: Вільмар Ролдан (Колумбія) |

| 5 вересня 2024 21:00 (UTC−3) |

| Аргентина                                  | 3–0           | Чилі |
| ------------------------------------------ | ------------- | ---- |
| Мак Аллістер 48' Альварес 84' Дибала 90+1' | FIFA CONMEBOL |      |

| Монументаль, Буенос-Айрес Глядачів: 52 160 Арбітр: Хесус Валенсуела (Венесуела) |

| 6 вересня 2024 20:30 (UTC−3) |

| Уругвай | 0–0           | Парагвай |
| ------- | ------------- | -------- |
|         | FIFA CONMEBOL |          |

| Естадіо Сентенаріо, Монтевідео Глядачів: 47 741 Арбітр: Даріо Еррера (Аргентина) |

| 6 вересня 2024 22:00 (UTC−3) |

| Бразилія    | 1–0           | Еквадор |
| ----------- | ------------- | ------- |
| Родріго 30' | FIFA CONMEBOL |         |

| Куто Перейра, Куритиба Глядачів: 36 914 Арбітр: Факундо Тельйо (Аргентина) |

| 6 вересня 2024 20:30 (UTC−5) |

| Перу          | 1–1           | Колумбія   |
| ------------- | ------------- | ---------- |
| - Кальєнс 68' | FIFA CONMEBOL | - Діас 82' |

| Національний, Ліма Глядачів: 40 000 Арбітр: Естебан Остоїч (Уругвай) |

### 8 тур
| 10 вересня 2024 15:30 (UTC−5) |

| Колумбія                            | 2–1           | Аргентина    |
| ----------------------------------- | ------------- | ------------ |
| - Москера 25' - Родрігес 60' (пен.) | FIFA CONMEBOL | Гонсалес 48' |

| Стадіон імені Роберто Мелендеса, Барранкілья Глядачів: 45 000 Арбітр: П'єро Маса (Чилі) |

| 10 вересня 2024 18:00 (UTC−3) |

| Чилі       | 1–2           | Болівія                            |
| ---------- | ------------- | ---------------------------------- |
| Варгас 39' | FIFA CONMEBOL | - Альгараньяс 13' - Терсерос 45+1' |

| Національний стадіон імені Хуліо Мартінеса Праданоса, Сантьяго Глядачів: 40 000 Арбітр: Хуан Габріель Бенітес (Парагвай) |

| 10 вересня 2024 16:00 (UTC−5) |

| Еквадор      | 1–0           | Перу |
| ------------ | ------------- | ---- |
| Валенсія 54' | FIFA CONMEBOL |      |

| Родріго Пас Дельгадо, Кіто Глядачів: 35 000 Арбітр: Андрес Рохас (Колумбія) |

| 10 вересня 2024 18:00 (UTC−4) |

| Венесуела | 0–0           | Уругвай |
| --------- | ------------- | ------- |
|           | FIFA CONMEBOL |         |

| Монументаль де Матурін, Матурін Глядачів: 50 000 Арбітр: Рафаель Клаус (Бразилія) |

| 10 вересня 2024 20:30 (UTC−4) |

| Парагвай  | 1–0           | Бразилія |
| --------- | ------------- | -------- |
| Гомес 20' | FIFA CONMEBOL |          |

| Дефенсорес дель Чако, Асунсьйон Глядачів: 31 962 Арбітр: Андрес Матонте (Уругвай) |

### 9 тур
| 10 жовтня 2024 16:00 (UTC−4) |

| Болівія        | 1–0           | Колумбія |
| -------------- | ------------- | -------- |
| - Терсерос 58' | FIFA CONMEBOL |          |

| Муніципальний стадіон, Альту-Пата Глядачів: 17 191 Арбітр: Вілтон Сампайо (Бразилія) |

| 10 жовтня 2024 16:00 (UTC−5) |

| Еквадор | 0–0           | Парагвай |
| ------- | ------------- | -------- |
|         | FIFA CONMEBOL |          |

| Родріго Пас Дельгадо, Кіто Глядачів: 31 000 Арбітр: Рафаель Клаус (Бразилія) |

| 10 жовтня 2024 17:00 (UTC−4) |

| Венесуела    | 1–1           | Аргентина      |
| ------------ | ------------- | -------------- |
| - Рондон 65' | FIFA CONMEBOL | - Отаменді 13' |

| Монументаль де Матурін, Матурін Глядачів: 50 000 Арбітр: Густаво Техера (Уругвай) |

| 10 жовтня 2024 21:00 (UTC−3) |

| Чилі        | 1–2           | Бразилія                             |
| ----------- | ------------- | ------------------------------------ |
| - Варгас 2' | FIFA CONMEBOL | - Ігор Жезус 45+1' - Луїс Енріке 89' |

| Національний стадіон ім. Праданоса, Сантьяго Глядачів: 43 059 Арбітр: Даріо Еррера (Аргентина) |

| 11 жовтня 2024 20:30 (UTC−5) |

| Перу       | 1–0           | Уругвай |
| ---------- | ------------- | ------- |
| Араухо 88' | FIFA CONMEBOL |         |

| Національний, Ліма Глядачів: 43 000 Арбітр: Факундо Тельйо (Аргентина) |

### 10 тур
| 15 жовтня 2024 15:30 (UTC−5) |

| Колумбія                                               | 4–0           | Чилі |
| ------------------------------------------------------ | ------------- | ---- |
| - Санчес 34' - Діас 52' - Дуран 84' - Сіністерра 90+3' | FIFA CONMEBOL |      |

| Стадіон імені Роберто Мелендеса, Барранкілья Глядачів: 45 000 Арбітр: Хесус Валенсуела (Венесуела) |

| 15 жовтня 2024 20:00 (UTC−3) |

| Парагвай          | 2–1           | Венесуела    |
| ----------------- | ------------- | ------------ |
| Санабрія 59', 74' | FIFA CONMEBOL | Арамбуру 25' |

| Дефенсорес дель Чако, Асунсьйон Глядачів: 28 531 Арбітр: П'єро Маса (Чилі) |

| 15 жовтня 2024 20:30 (UTC−3) |

| Уругвай | 0–0           | Еквадор |
| ------- | ------------- | ------- |
|         | FIFA CONMEBOL |         |

| Естадіо Сентенаріо, Монтевідео Глядачів: 27 112 Арбітр: Крістіан Гарай (Чилі) |

| 15 жовтня 2024 21:00 (UTC−3) |

| Аргентина                                                           | 6–0           | Болівія |
| ------------------------------------------------------------------- | ------------- | ------- |
| - Мессі 19', 84', 86' - Мартінес 43' - Альварес 45+3' - Альмада 69' | FIFA CONMEBOL |         |

| Монументаль, Буенос-Айрес Глядачів: 60 000 Арбітр: Кевін Ортега (Перу) |

| 15 жовтня 2024 21:45 (UTC−3) |

| Бразилія                                                         | 4–0           | Перу |
| ---------------------------------------------------------------- | ------------- | ---- |
| - Рафінья 38' (пен.), 54' (пен.) - Перейра 71' - Луїс Енріке 74' | FIFA CONMEBOL |      |

| Національний стадіон імені Гаррінчі, Бразиліа Глядачів: 60 139 Арбітр: Естебан Остоїч (Уругвай) |

### 11 тур
| 14 листопада 2024 17:00 (UTC−4) |

| Венесуела     | 1–1           | Бразилія      |
| ------------- | ------------- | ------------- |
| - Сеговія 46' | FIFA CONMEBOL | - Рафінья 43' |

| Монументаль де Матурін, Матурін Глядачів: 40 223 Арбітр: Андрес Рохас (Колумбія) |

| 14 листопада 2024 20:30 (UTC−3) |

| Парагвай                       | 2–1           | Аргентина         |
| ------------------------------ | ------------- | ----------------- |
| - Санабрія 19' - Альдерете 47' | FIFA CONMEBOL | - Л. Мартінес 11' |

| Дефенсорес дель Чако, Асунсьйон Глядачів: 32 200 Арбітр: Андерсон Даронко (Бразилія) |

| 14 листопада 2024 19:00 (UTC−5) |

| Еквадор                                            | 4–0           | Болівія |
| -------------------------------------------------- | ------------- | ------- |
| - Валенсія 26' (пен.) - Плата 28', 49' - Мінда 61' | FIFA CONMEBOL |         |

| Монументаль Ісідро Ромеро Карбо, Гуаякіль Глядачів: 30 758 Арбітр: Максімільяно Рамірес (Аргентина) |

| 15 листопада 2024 21:00 (UTC−3) |

| Уругвай                                        | 3–2           | Колумбія                    |
| ---------------------------------------------- | ------------- | --------------------------- |
| - Санчес 57' (аг) - Агірре 60' - Угарте 90+13' | FIFA CONMEBOL | - Кінтеро 31' - Гомес 90+6' |

| Естадіо Сентенаріо, Монтевідео Глядачів: 33 400 Арбітр: Кевін Ортега (Перу) |

| 15 листопада 2024 20:30 (UTC−5) |

| Перу | 0–0           | Чилі |
| ---- | ------------- | ---- |
|      | FIFA CONMEBOL |      |

| Монументаль, Ліма Глядачів: 47 122 Арбітр: Вілтон Сампайо (Бразилія) |

### 12 тур
| 19 листопада 2024 16:00 (UTC−4) |

| Болівія                             | 2–2           | Парагвай                      |
| ----------------------------------- | ------------- | ----------------------------- |
| - Е. Вака 15' - Терсерос 80' (пен.) | FIFA CONMEBOL | - Альмірон 71' - Енсісо 90+1' |

| Муніципальний стадіон, Альту-Пата Глядачів: 18 655 Арбітр: Андрес Матонте (Уругвай) |

| 19 листопада 2024 18:00 (UTC−5) |

| Колумбія | 0–1           | Еквадор       |
| -------- | ------------- | ------------- |
|          | FIFA CONMEBOL | - Валенсія 7' |

| Стадіон імені Роберто Мелендеса, Барранкілья Глядачів: 46 692 Арбітр: Естебан Остоїч (Уругвай) |

| 19 листопада 2024 21:00 (UTC−3) |

| Аргентина         | 1–0           | Перу |
| ----------------- | ------------- | ---- |
| - Л. Мартінес 55' | FIFA CONMEBOL |      |

| Бомбонера, Буенос-Айрес Глядачів: 52 000 Арбітр: Вільмар Ролдан (Колумбія) |

| 19 листопада 2024 21:00 (UTC−3) |

| Чилі                                             | 4–2           | Венесуела                    |
| ------------------------------------------------ | ------------- | ---------------------------- |
| - Варгас 20' - Рінкон 29' (аг) - Сепеда 38', 47' | FIFA CONMEBOL | - Саваріно 13' - Рамірес 22' |

| Національний стадіон імені Хуліо Мартінеса Праданоса, Сантьяго Глядачів: 31 906 Арбітр: Факундо Тельйо (Аргентина) |

| 19 листопада 2024 21:45 (UTC−3) |

| Бразилія     | 1–1           | Уругвай         |
| ------------ | ------------- | --------------- |
| - Жерсон 62' | FIFA CONMEBOL | - Вальверде 55' |

| Арена Фонте-Нова, Салвадор Глядачів: 41 511 Арбітр: П'єро Маса (Чилі) |

### 13 тур
| 20 березня 2025 20:00 (UTC−3) |

| Парагвай        | 1–0      | Чилі |
| --------------- | -------- | ---- |
| - Альдерете 60' | Протокол |      |

| Дефенсорес дель Чако, Асунсьйон Глядачів: 31 193 Арбітр: Рафаель Клаус (Бразилія) |

| 20 березня 2025 21:45 (UTC−3) |

| Бразилія                                    | 2–1      | Колумбія   |
| ------------------------------------------- | -------- | ---------- |
| - Рафінья 6' (пен.) - Вінісіус Жуніор 90+9' | Протокол | - Діас 41' |

| Національний, Бразиліа Глядачів: 70 027 Арбітр: Алексіс Еррера (Венесуела) |

| 20 березня 2025 20:30 (UTC−5) |

| Перу                                  | 3–1      | Болівія               |
| ------------------------------------- | -------- | --------------------- |
| - Поло 37' - Герреро 45' - Флорес 82' | Протокол | - Терсерос 58' (пен.) |

| Національний, Ліма Глядачів: 33 683 Арбітр: Яель Фалькон (Аргентина) |

| 21 березня 2025 16:00 (UTC−5) |

| Еквадор           | 2–1      | Венесуела   |
| ----------------- | -------- | ----------- |
| Валенсія 39', 46' | Протокол | Кадіс 90+1' |

| Родріго Пас Дельгадо, Кіто Глядачів: 41 575 Арбітр: Рамон Абатті (Бразилія) |

| 21 березня 2025 20:30 (UTC−3) |

| Уругвай | 0–1      | Аргентина   |
| ------- | -------- | ----------- |
|         | Протокол | Альмада 68' |

| Естадіо Сентенаріо, Монтевідео Глядачів: 55 000 Арбітр: Хуан Габріель Бенітес (Парагвай) |

### 14 тур
| 25 березня 2025 16:00 (UTC−4) |

| Болівія | 0–0      | Уругвай |
| ------- | -------- | ------- |
|         | Протокол |         |

| Муніципальний стадіон, Альту-Пата Глядачів: 10 723 Арбітр: Аугусто Арагон (Еквадор) |

| 25 березня 2025 19:00 (UTC−5) |

| Колумбія              | 2–2      | Парагвай                    |
| --------------------- | -------- | --------------------------- |
| - Діас 1' - Дуран 13' | Протокол | - Алонсо 45+4' - Енсісо 62' |

| Стадіон імені Роберто Мелендеса, Барранкілья Глядачів: 42 262 Арбітр: Факундо Тельйо (Аргентина) |

| 25 березня 2025 20:00 (UTC−4) |

| Венесуела         | 1–0      | Перу |
| ----------------- | -------- | ---- |
| Рондон 41' (пен.) | Протокол |      |

| Монументаль де Матурін, Матурін Глядачів: 33 683 Арбітр: Крістіан Гарай (Чилі) |

| 25 березня 2025 21:00 (UTC−3) |

| Аргентина                                                      | 4–1      | Бразилія  |
| -------------------------------------------------------------- | -------- | --------- |
| - Альварес 4' - Фернандес 12' - Мак Аллістер 37' - Сімеоне 71' | Протокол | Кунья 26' |

| Монументаль, Буенос-Айрес Глядачів: 85 015 Арбітр: Андрес Рохас (Колумбія) |

| 25 березня 2025 21:00 (UTC−3) |

| Чилі | 0–0      | Еквадор |
| ---- | -------- | ------- |
|      | Протокол |         |

| Національний стадіон ім. Хуліо Мартінеса Праданоса, Сантьяго Глядачів: 38 996 Арбітр: Густаво Техера (Уругвай) |

### 15 тур
| 5 червня 2025 20:00 (UTC−3) |

| Парагвай                          | 2–0           | Уругвай |
| --------------------------------- | ------------- | ------- |
| - Галарса 13' - Енсісо 81' (пен.) | FIFA CONMEBOL |         |

| Дефенсорес дель Чако, Асунсьйон Глядачів: 30 005 Арбітр: Даріо Умберто Еррера (Аргентина) |

| 5 червня 2025 18:00 (UTC−5) |

| Еквадор | 0–0           | Бразилія |
| ------- | ------------- | -------- |
|         | FIFA CONMEBOL |          |

| Монументаль Ісідро Ромеро Карбо, Гуаякіль Глядачів: 59 283 Арбітр: П'єро Маса (Чилі) |

| 5 червня 2025 21:00 (UTC−4) |

| Чилі | 0–1           | Аргентина    |
| ---- | ------------- | ------------ |
|      | FIFA CONMEBOL | Альварес 16' |

| Національний стадіон імені Хуліо Мартінеса Праданоса, Сантьяго Глядачів: 45 000 Арбітр: Хесус Валенсуела (Венесуела) |

| 6 червня 2025 15:30 (UTC−5) |

| Колумбія | 0–0           | Перу |
| -------- | ------------- | ---- |
|          | FIFA CONMEBOL |      |

| Стадіон імені Роберто Мелендеса, Барранкілья Глядачів: 43 933 Арбітр: Вілтон Сампайо (Бразилія) |

| 6 червня 2025 18:00 (UTC−4) |

| Венесуела                      | 2–0           | Болівія |
| ------------------------------ | ------------- | ------- |
| - Куельяр 5' (аг) - Рондон 30' | FIFA CONMEBOL |         |

| Монументаль де Матурін, Матурін Глядачів: 46 741 Арбітр: Яель Фалькон (Аргентина) |

### 16 тур
| 10 червня 2025 16:00 (UTC−4) |

| Болівія                      | 2–0           | Чилі |
| ---------------------------- | ------------- | ---- |
| - Терсерос 5' - Монтейро 90' | FIFA CONMEBOL |      |

| Муніципальний стадіон, Альту-Пата Арбітр: Естебан Остоїч (Уругвай) |

| 10 червня 2025 20:00 (UTC−3) |

| Уругвай                          | 2–0           | Венесуела |
| -------------------------------- | ------------- | --------- |
| - Агірре 43' - Де Арраскаета 47' | FIFA CONMEBOL |           |

| Сентенаріо, Монтевідео Арбітр: Рафаель Клаус (Бразилія) |

| 10 червня 2025 21:00 (UTC−3) |

| Аргентина   | 1–1           | Колумбія |
| ----------- | ------------- | -------- |
| Альмада 81' | FIFA CONMEBOL | Діас 24' |

| Монументаль, Буенос-Айрес Арбітр: Хуан Габріель Бенітес (Парагвай) |

| 10 червня 2025 21:45 (UTC−3) |

| Бразилія     | 1–0           | Парагвай |
| ------------ | ------------- | -------- |
| Вінісіус 44' | FIFA CONMEBOL |          |

| Арена Корінтіанс, Сан-Паулу Арбітр: Факундо Тельйо (Аргентина) |

| 10 червня 2025 20:30 (UTC−5) |

| Перу | 0–0           | Еквадор |
| ---- | ------------- | ------- |
|      | FIFA CONMEBOL |         |

| Національний стадіон, Ліма Арбітр: Андрес Рохас (Колумбія) |